# خصوصیات ویندوز ویستا
ویندوز ویستا یک سیستم‌عامل گرافیکی است که در رایانه‌های شخصی ، خانگی و تجاری، رایانه های قابل حمل (لپ‌تاپ) و رایانه های لوحی (تبلت) و مراکز خبری استفاده می‌شد.

## تاریخچه
قبل از معرفی این سیستم در ۲۲ ژوئیه ۲۰۰۵ ویندوز ویستا به‌وسیله کدی بنام لانگهورن (به معنای شیپور بلند) شناخته می‌شد. توسعه و تکمیل آن در ۸ نوامبر ۲۰۰۶ اتفاق افتاد و ظرف ۳ ماه از عرضه، بین کارخانه‌های نرم‌افزار و سخت‌افزار، تجار و عاملین تک فروشی توزیع شد و در ۳۰ زانویه ۲۰۰۷ به صورت عمومی و در وب‌گاه رسمی مایکروسافت نیز عرضه شد. در حقیقت عرضه ویندوز ویستا، ۵ سال بعد از نسخه قبلی ویندوز اتفاق افتاد که طولانی‌ترین زمان بین عرضه دو نسخه ویندوز متفاوت تا سال ۲۰۲۱ می‌باشد.

## خصوصیات ویژه
ویندوز ویستا شامل صدها خصوصیت جدید و اصلاح شده می‌باشد که یکی از مهم‌ترین آن‌ها خصوصیات جستجوی پیشرفته ، محیط گرافیکی جدید کاربر به نام Aero ، سبک ویژه صدا های ویندوز ، چاپ ، شبکه ساز ویندوز و ابزارهای جدید تولید مالتی مدیا مثل DVD ، سیستم‌های نمایشی کاملاً تغییر کرده می‌باشند. یکی دیگر از مزایای ویندوز ویستا، ایجاد ارتباط بیشتر بین کامپیوترها در یک سیستم شبکه خانگی با استفاده از فناوری هم نوع به هم نوع می‌باشد که باعث آسانی دسترسی مشترک به فایل‌های صوتی و تصویری دیجیتال بین کامپیوتر و وسایل صوت و تصویری خانگی می‌شود.ویندوز ویستا برای برنامه نویسان کار نوشتن نرم افزار را با داشتن Net framework آسان تر کرده . APIهای کاربردی با کیفیت بالا را نسبت به برنامه مرسوم ویندوز بنام.
اما به هر حال هدف اولیه مایکروسافت با عرضه ویندوز ویستا بنا به اظهار خودشان، افزایش و بهبود امنیت در سیستم‌عامل ویندوز بوده‌است. یکی از انتقادهای جدی به نسخه‌های قبلی ویندوز امنیت بسیار پایین و حساسیت ویندوز xp به نرم‌افزارهای مخرب ، ویروس‌ها و باج افزار ها بوده‌است. به همین دلیل مدیر مایکروسافت، آقای بیل گیتس، در اوایل سال ۲۰۰۳ یک حرکت منسجم و وسیع در سطح شرکت مایکروسافت با هدف در نظر گرفت شاخص امنیت در تمام مراحل توسعه نرم‌افزار در شرکت مایکروسافت را بیان کرد. بعلاوه، مایکروسافت اعلام کرد اولویت اول آن‌ها اصلاح و ویندوز سرور ۲۰۰۳ بوده که اولویت بر اتمام توسعه ویندوز ویستا بود. در نتیجه افزایش امنیت ویندوز xp در تکمیل ویندوز ویستا به تأخیر انجامید. ویندوز ویستا در معرض ارزیابی‌های منفی به وسیله گروه‌های مختلف بوده‌است و انتقادهای وارد به آن شامل زمان طولانی توسعه، شرایط سخت‌تر صدور پروانه، بکارگیری گسترده از فناوری‌های حق مدیریت دیجیتال با هدف محدود کردن تکثیر فایل‌های صوتی و تصویری دارای حق تکثیر و خصوصیات جدید دیگری مثل کنترل حساب کاربر بوده‌است.

توسعه: مایکروسافت کار روی توسعه ویندوز ویستا را در سال ۲۰۰۱ شروع کرد، و پس از مدتی به آن نام رمز شیپور بلند (Long Horn) داد. ابتدا قرار بود به مدت کوتاهی پس از ویندوز اکس پی  و قبل از ویندوز ۷ (با نام رمز شانه سیاه) عرضه گردد. به تدریج شیپور بلند بسیاری از فناوریها و خصوصیت مهم "شانه سیاه"را به خود اختصاص داد؛ و در نتیجه تاریخ عرضه آن بارها به تعویق افتاد. بسیاری از برنامه نویسان شرکت مایکروسافت نیز مجدد به منظور افزایش امنیت ویندوز ویستا مشغول به کار شدند. بخاطر تاخیرهای بسیار در عرضه ویندوز ویستا و نگرانی در مورد اشکالات احتمالی آن مایکروسافت در ۲۷ اوت ۲۰۰۴ تغییرات عمده‌ای را صورت داد. نسخه "شیپور بلند" که اساساً بر پایه کد منبع بود متلاشی گردید و ویندوز ویستا بر اساس ویندوز سرور ۲۰۰۳ کدگذاری شد XP ویندوز و از خصوصیات لازم برای یک سیتسم عامل واقعی در آن استفاده شد. بعضی خصوصیات مورد استفاده قرار گرفت یا به بعد موکول شدند، و یک WinFS اعلام شده قبلی مثل روش توسعه نرم‌افزار بنام " توسعه امنیت چرخه زندگی " به منظور تلاشی برای رفع نگرانی مربوط به سیستم امنیت " کد بیس ویندوز" به کار گرفته شد. بعد از اینکه ویندوز "شیپور بلند" به نام ویندوز ویستا نامیده شد، یک برنامه آزمون بتا شروع شد که در آن هزاران داوطلب و شرکت‌های مختلف شرکت کردند.
در سپتامبر ۲۰۰۵ شرکت مایکروسافت عرضه منظم "نسخه اولیه بتاً را به آزمون کنندگان طی برنامه "جامعه بررسی کنندگان فناوری" شروع کرد. اولین نسخه در بین شرکت کنندگان در کنفرانس برنامه نویسان حرفه‌ای مایکروسافت در سال ۲۰۰۵ توزیع شد و به‌دنبال آن در بین آزمون کنندگان نسخه بتای مایکروسافت و اعضا شبکه توسعه دهندگان مایکروسافت توزیع شد. ساختار این نسخه ترکیبی از خصوصیات طراحی شده برای محصول نهایی و بعلاوه تغییراتی در محیط کاربر بر اساس نظرات گرفته شده از کابران نسخه بتا در آن اعمال شد. ویندوز ویستا با توجه به عرضه آن به "جامعه بررسی‌کننده فناوری" در ۲۲ فوریه ۲۰۰۶ و تکمیل آن در فاصله عرضه این نسخه و نسخه نهایی که عمدتاً روی پایداری، عملکرد، کاربر و سازگاری درایور و مستندات آن متمرکز بود، عرضه گردید. نسخه بتا- ۲ که در اواخر می عرضه شد اولین نسخه‌ای بود که از طریق برنامه "بررسی مشتری مایکروسافت" در دسترس عموم قرار گرفت. این نسخه توسط پنج میلیون کاربر پیاده شد. بعد از آن نسخه‌هایی درسپتامبر و اکتبر در اختیار بسیاری از کاربران قرار گرفت. در حالیکه مایکروسافت امیدوار بود که در کریستمس ۲۰۰۶ سیستم‌عاملش را به جهان ارائه می‌کند، در مارس ۲۰۰۶ اعلام شد که زمان ورود این سیستم به ژانویه ۲۰۰۷ تغییر پیدا کرده‌است. به همین دلیل شرکت‌های سخت‌افزاری و نرم‌افزاری که مایکروسافت با آن‌ها کار می‌کرد زمان بیشتری برای آماده‌سازی نیاز داشتند. قبل از سال ۲۰۰۶ تحلیل گران ادعا داشتند که ورود ویستا به بازار با تأخیر بیشتری صورت می‌گیرد، لذا شایعات غیرقابل اعتماد بودن آن افزایش پیدا کرد.
در هر حال در ۸ نوامبر ۲۰۰۶ اعلام آماده شدن ویندوز ویستا به شایعات پایان داد. خصوصیات پیشرفته: ویندوز آئرو محیط کاربر جدید گرافیکی بر اساس سخت‌افزار که ویندوز آورا نامیده می‌شود شاید نام دیگری برای کلمات دقت، انرژی، بازتابش و باز باشد. محیط جدید آن زیباتر نسبت نسخه‌های قبلی ویندوز طراحی شد و شامل شفافیت جدید، آیکون‌ها و نشانه‌های زنده، انیمیشن و خصوصیات دیگری می‌باشد. ویندوز شل Navigation) دارد و دارای یکسری ساختارها، ویندوز پیمایی XP اختلافات بارزی با ویندوز) و توانایی جستجو گری جدید می‌باشد. قسمت پانل وظایف در جستجو گر ویندوز حذف شده‌است ودرون نوار ابزار ادغام شده‌است. یک پانل " لینک دلخواه" اضافه شده‌است و کاربر را با یک کلیک به دایرکتوریهای عمومی می‌رساند. نوار آدرس با یک " سیستم هدایتی برد کرام " تعویض شده‌است. پانل مشاهده به کاربر اجازه می‌دهد نشانه فایلهای مختلف را ببیند و محتویات اسناد را مشاهده نماید. جزئیات (Thumbnail)های مربوط به نوع و اندازه فایل و سایر موارد در پانل جزئیات نشان داده می‌شود و می‌توان فایلهای با فرمت قابل پشتیبانی را (دارای برچسب درونی) مشاهده یا ویرایش کند. منوی شروع نیز دارای تغییراتی می‌باشد. این منو نیز حذف شده و به جای آن یک " ارب ویندوز " (یا به مروارید نیز مشهور است) جایگزین شده‌است. جستجوی آنی ویندوز ویستا دارای خصوصیت جدیدی بنام " جستجوی فوری" می‌باشد، که به‌طور معنی داری جستجوی سریع تر و عمیق‌تر از نسخه قبلی ویندوز می‌باشد. نوار جانبی ویندوز یک پانل شفاف در کنار صفحه نمایش است که کاربر می‌تواند ابزارهای مختلف میزکار را درون آن قرار دهد این ابزارها اپلتهای کوچکی هستند که برای کارهای خاص طراحی شده‌اند (مثل نمایش وضع آب و هوا و نتایج رویدادهای ورزشی). این ابزارها در جاه‌های دیگر میز کار نیز قابل قرار دادن هستند.
```
مرورگر شبکه ویندوز نسخه ۷ جعبه جستجو، خاصیت چاپ اصلاح ،RSS دارای محیط کاربری جدید با جستجوگری ویژه شده، بزرگنمایی صفحه، تب‌های سریع (نشانه‌ها تمام تب‌های باز) فیلتر ضد و پشتیبانی (IDN) فیشینگ، خصوصیات جدید امنیتی، پشتیبانی دومین بین‌المللی شبکه‌های اصلاح شده‌استاندارد می‌باشد. مرورگر شبکه ۷ در ویندوز ویستا در سیستم شبکه اصلاح شده مجزا از دیگر برنامه‌های اجرایی کار می‌کند (حالت محافظت شده) و نرم‌افزارهای بدخیم و ناجور بدون اجازه کاریر نمی‌توانند بجز در پوشه‌های موقتی اینترنت در جای دیگری فعالیتی به جای بگذارند. ویندوز مدیاپلیر ۱۱ این ویندوز یکی از برنامه‌های مهم مایکروسافت برای اجرا و سازمان دهی فایلهای صوتی و تصویر می‌باشد. خصوصیات جدید این نسخه ویندوز شامل جستجوی آسان (یا جدید برای کتابخانه صوتی و تصویری، نمایش GUI جستجوی به محض نوشتن کلمه)، یک و سازمان دهی عکسها، قدرت دسترسی همگانی به فایلهای صوتی بین کاربران دارای و پشتیبانی برای سایر فایلهای صوتی و Xbox- ویندوز ویستا از طریق شبکه، تلفیق ۳۶۰ تصویری (مدیا سنتر اکستندت) می‌باشد. مرکز تهیه پشتیبانی و نگهداری ویندوز ویستا دارای خاصیت تهیه پشتیبان و نگهداری می‌باشد و به کاربر امکان تهیه پشتیبان از فایلهای کامپیوترش را می‌دهد و وی را قادر می‌سازد درصورت خرابی سیستم از طریق فایلهای پشتیبان آن را اصلاح (ریکاوری) نماید. فایلهای پشتیبان به صورت افزودنی ذخیره می‌شود و هر بار فقط تغییرات صورت گرفته به فایلهای قبلی افزوده می‌شود که باعث کاهش اختصاص فضای دیسک می‌شود. هم چنین در نسخه‌های نهایی، تجاری و این ویندوز خصوصیت پشتیبانی کامل (Intermadiate, Ultimate, Business) شرکتی (Image) کامپیوتر وجود دارد که از کل اطلاعات پشتیبان تهیه می‌نماید و به صورت ذخیره می‌نماید.
```

نسخه پشتیبان کامل از کامپیوتر قادر است در DVD داخل دیسک یا صورت خرابی سخت‌افزاری یا حتی دیسک سخت، به صورت اتوماتیک دستگاه را تنظیم می‌تواند از روی "(Restore) کند. در صورت خرابی کامل، برنامه "ابقای کامپیوتر به قبل سی دی ویندوز ویستا اجرا شود. Outlook Express پست الکترونیکی ویندوز به جای استفاده از پست الکترونیکی جدیدی است که پایداری بهتری دارد و دارای سیستم جستجوی تلفیقی فوری می‌باشد. این پست الکترونیک مثل اینترنت اکسپلورر و مرور گر شبکه ۷ دارای فیلتر فیشینگ و یک فیلتر ایمیلهای ناخواسته می‌باشد و از طریق سیستم روزآوری ویندوز به روز می‌شود. تقویم ویندوز این هم یک تقویم و کاربرد جدیدی می‌باشد. گالر ی عکس ویندوز می‌گویند. WPG یک برنامه برای مدیریت کتابخانه فیلم و عکس می‌باشد و اختصاراً به آن نگارخانه عکس ویندوز می‌تواند از وسایل جانبی مثل دوربین، فایلهای تصویری را برچسب زده، درجه‌بندی، تنظیم رنگ و وضوح نموده و به صورت اسلاید شو عکسها را با جلوه‌های DVD محو شدن تدریجی نمایش دهد. این عکسها به همین صورت قابل نوشتن روی هستند.
```
ساز ویندوز DVD از DVD این برامه به صورت یک برنامه همراه فیلم ساز ویندوز می‌باشد که امکان تولید دارای عنوان ویندوز ویدئو، صدا و جلوه DVD فیلم‌ها را به کاربر می‌دهد. کاربر می‌تواند یک‌های ویژه تصویری به صورت عکس و اسلاید در چندین دقیقه تولید کند. مرکز صوت و تصویر ویندوز XP معرفی می‌شد و بنام ویندوز XP این مرکز که قبلاً به صورت نسخه جداگانه‌ای از ویندوز Home مرکز صوت و تصویر مشهور بود، در اینجا به صورت ویندوز ویستای نسخه‌های نهایی ارائه شده‌است. premier بازی‌ها و جستجوگر بازی بازیهایی که با این نسخه ارائه شده‌اند مطابق با کیفیت و توانایی گرافیک ویندوز ویستا می‌باشند. بازی‌های جدیدی شامل شطرنج، تایتنت، مهجانگ و تاینتند کاخ صورتی می‌باشند. یک قسمت ویژه و جدید (مرورگر بازیها) محتوی میانبر تمام بازی‌ها در اختیار کاربر قرار دارد. مرکز تحرک ویندوز این قسمت محل تمرکز تنظیمات کامپیوتر (شفافیت تصویر، صدا، میزان باتری، یا انتخاب نوع منبع انرژی، شبکه بی‌سیم، جهت صفحه نمایش، تنظیمات، ارائه و غیره) می‌باشد.
محیط ملاقات ویندوز این خصوصیت در حقیقت به جای نت میتینگ به ویندوز ویستا اضافه شده‌است. کاربران می‌توانند در برنامه‌های کاربردی یا تمام میزکار یکدیگر از طریق یک شبکه محلی یا از سهیم (Peer-to-Peer) طریق اینترنت با استفاده از فناوری اتصال هم نوع به هم نوع این خصوصیت باعث (Home Basic شوند (در نسخه‌های بالاتر از نسخه‌های استارتر و وجود داشت. "Link" بهره‌مندی از قابلیتهایی نظیر میزبانی می‌شود که قبلاً فقط به صورت کپی سایه این خصوصیت روزانه پوشه‌ها و پرونده‌ها را به صورت نسخه پشتیبان کپی می‌نماید. همچنین کاربران می‌تواند برنامه " کپی سایه" را به‌وسیله تنظیم یک نقطه سیستم محافظتی با استفاده از دکمه سیتسم محافظتی در کنترل پانل سیستم ایجاد کنند. نسخه‌های چند گانه‌ای از یک فایل به صورت یک تاریچه محدود قابل ارائه به کاربر است و وی می‌تواند آن‌ها را حفظ، کپی یا پاک نماید. این خاصیت فقط در نسخه‌های تجاری، شرکتی و نهایی ویندوز ویستا موجود بوده و در حقیقت از ویندوز سرور ۲۰۰۳ به این نسخه‌ها به ارث رسیده‌است.
```

روزآمدی ویندوز با اضافات ویندوز نهایی: روزآمدی ویندوز: روزآمدی مسائل امنیتی ویندوز بسیار ساده شده‌است و به جای استفاده از شبکه از طریق یک کنترل پانل عمل می‌نماید. فیلتر پستهای الکترونیک مخرب و برنامه‌های مربوط به دفاع ویندوز به صورت اتوماتیک از طریق بروزسانی ویندوز روزآمد می‌شوند. کاربرانیکه ازتنظیمات توصیه شده برای بروز رسانی اتومتاتیک استفاده می‌کنند، وقتی یک وسیله جدیدی به کامپیوتر خود اضافه می‌کنند، از آخرین راه اندازها برای نصب استفاده خواهند کرد. قسمت کنترل والدین: این به والدین و مدیر کامپیوتر امکان دسته‌بندی صفحات وب و نصب برنامه‌ها جهت استفاده سایر کاربران را می‌دهد. ابن خصوصیت در نسخه‌های ویندوز ویستا وجود دارد. Home premier نمایش جانبی ویندوز: این خصوصیت باعث نمایش ابزار کمکی روی لپ‌تاپهای جدید یا موبایل می‌شود که سیستم‌عامل ویندوز را پشتیبانی می‌کنند. منظور اینست که ابزارهای متصل به کامپیوتر در حالت روشن یا خاموش نمایش داده شوند. تشخیص صدا: این مزیت در ویندوز وستا تلفیق شده و با طراحی جدید محیط کاربر و سیستم فرمان و کنترل همراه است.
```
بر خلاف آفیس ۲۰۰۳ که فقط در محیط آفیس وردپد کار می‌کند، تشخیص صدا در ویندوز ویستا مستقل از هر برنامه دیگر کار (Wordpad) می‌کند. بعلاوه اخیراً از چندین زبان مثل: انگلیسی (بریتانیایی و آمریکایی)، اسپانیایی، فرانسوی، آلمانی، چینی (سنتی و ساده) و ژاپنی پشتیبانی می‌کند. فونت‌های جدید: شامل چندین طرح برای خواندن روی صفحه نمایش، چینی اصلاح شده (یاهی، جنگ هی)، ژاپنی (میویو) و کره‌ای (مسگان) می‌باشد. برای اطلاعات اصلاح و به صورت پیش Cleartype بیشتر به صفحه تایپ ویندوز ویستا مراجعه کنید. خاصیت فرض فعال شده‌است. گزارش مشکلات و راه حل‌ها: یک کنترل پانل در اختیار کاربر قرار دارد که به وی اطلاعاتی در مورد مشکلات گزارش شده قبلی و راه حل و سایر مسایل ارائه می‌دهد. سیستم صوتی تقویت شده و امکان استفاده گسترده از تنظیم صدا را می‌دهد و امکان تغییر صدای دستگاه‌ها یا برنامه‌های صوتی را جداگانه فراهم می‌کند. کارکردهای جدید مجازی سازی بلندگو و گوشی نیز در ویندوز ویستا ،Bass صوتی مثل اصلاح اتاق، مدیریت قرار داده شده‌اند.
```

ارزیابی عملکرد سیستم: این ابزاری است که به عنوان شاخص عملکرد سیستم عمل می‌نماید. نرم‌افزارهایی مثل بازی‌ها می‌توانند این ارزیابی را بدست آورده و با اصلاح و افزاینده‌های CPU, RAM، خود در زمان اجرا، عملکرد خود را افزایش دهند. این شاخص گرافیک ۲ و ۳ بعدی، حافظه گرافیک و فضای دیسک سخت را بررسی می‌کند. نسخه نهایی ویندوز ویستا به کاربر امکان :(UTIMATE) اضافات ویندوز نهایی دسترسی به ابزارها و بازی‌های اضافی را از طریق روزآمدی ویندوز می‌دهد. این در حقیقت جایگزین نرم‌افزارهایی است که به صورت بسته‌های مایکروسافت پلاس همراه نسخه‌های قبلی ویندوز فروخته می‌شد. مدیریت پارتیشن دیسک سخت (درون ساخت):برنامه‌ای به منظورتغییر پارتیشن‌های دیسک سخت شامل کاهش فضا، ایجاد یا فرمت پارتیشن‌های جدید می‌باشد. کنسول تشخیص عملکرد: برای این کار ابزارهای گوناگونی جهت تنظیم و نظارت بر دیسک‌ها، شبکه، حافظه و دیگر منابع در نظر گرفته ،CPU عملکرد سیستم و فعالیت‌های شده‌است. این کار عملیات روی پرونده‌ها، ارتباطات فعال و غیره را نشان می‌دهد.
تکنولوژی هسته: ویندوز ویستا با هدف یک برنامه مبتنی بر تکنولوزی عرضه گردید تا مظهر تلفیق تکنولوژیهایی که بیشتر آن‌ها با چگونگی عملکرد سیستم ارتباط دارند (و برای کاربر به آسانی قابل مشاهده نیستند) باشد. مثالی در این مورد ساختار و معماری مجدد سیستم‌های صوتی، چاپ، نمایش و شبکه می‌باشد و در حالیکه نتایج این کار برای برنامه نویسان واضح می‌باشد کاربر نهایی فقط تغییرات تکاملی و محیط کار جدید را حس می‌کند. می‌باشد که به منظور افزایش Read Drive, Ready Boot ویندوز ویستا دارای تکنولوژی و دیسکهای سخت هیبرید) برای تجمیع برنامه USB) عملکرد سیستم، از حافظه سریع‌ها و داده‌های دارای استفاده زیاد، بهره می‌برد. اثر این کار، در افزایش عمر باتری نوت بوکها به‌خوبی نمایان می‌شود و بنابراین یک درایو هیبرید می‌تواند به‌وسیله کاهش سرعت صفحات دیسک سخت، از یک حافظه سریع برای تجیمع داده هاییکه اخیراً به‌وسیله سیستم‌عامل یا دیگر برنامه‌ها مورد استفاده قرار گرفته‌اند تا زمان نیاز بودن به داده تازه، استفاده نماید. با بکارگیری تکنیک یادگیری ماشین برای تحلیل SUPERFETCH تکنولوژی جدید دیگر به نام "الگوهای استفاده" بکار می‌رود تا ویندوز ویستا را قادر کند دربارها اینکه در هر زمان چه برنامه یا قسمتی باید در حافظ سیستم حاضر باشد، تصمیم‌گیری کند. در سیستم‌عامل ipv به عنوان قسمتی از اصلاح و طراحی جدید شبکه در این ویندوز ۶ تلفیق شده‌است و تعدادی برنامه اصلاح شده به آن اضافه شده که یکی از آن‌ها مقیاس ویندوز می‌باشد. ویندوز ویستا شامل پشتیبانی‌های وسیعتری برای شبکه بی TCP بندی سیم در مقیاس با نسخه‌های قبلی ویندوز می‌باشد.
برای گرافیک ویندوز ویستا یک انجام Direct 3d مدل راه انداز نمای ویندوزجدید دارد و همراه آن اصلاحاتی در مورد برنامه شده‌است. مدل جدید، راه انداز مدیریت میز کار جدید را تسهیل می‌کند که امکان آزاد و دراای جلوه‌های ویژه را فراهم می‌کند. این جلوه‌های Desktop دسترسی به یک ویژه و میز کار آزاد سنگ بنای ویندوز آئرو هستند. راه انداز جدید صفحه نمایش نسخه شماره یک می‌باشد و قادر است وظایف اصلی را به سیستم نصب کند و به آسانی سیستم Reboot بسپارد، راه اندازها را بدون نیاز به Gpu را از خطاهای هنگام نصب راه اندازها (که ندرتاً رخ می‌دهد و به دلیل کاربردهای غیرقانونی می‌باشد)، به حالت عادی برگرداند. نسخه بعدی آن کاملاً به نسل جدیدی از واحد فرایند گرافیک است). Gpu) نیاز دارد Gpu نسخه ۱۰ که با همکاری سازندگان بزرگ راه اندازهای صفحات نمایش Direct3D برنامه توسعه یافت، یک معماری جدید با پشتیبانی پیشرفته سایه انداز می‌باشد و اجازه می‌دهد نمایش دهد. این برنامه از خاصیت "ایجاد تعادل CPU تصاویر پیجیده تر را بدون کمک Gpu استفاده می‌کند و انتقال اطلاعات را بین این دو بهینه CPU و Gpu اصلاح شده بار" بین می‌سازد.
در هسته سیتسم عامل اصلاحات زیادی روی مدیریت حافظه زمان‌بندی ورودی‌ها و خروجی‌ها انجام شده‌است. یک مدیریت انتقال هسته وجود دارد که به هر برنامه‌ای را می‌دهد. Registery امکان کار با پرونده‌های سیستم تکنولوژیهای مربوط به امنیت ویندوز: هدف اولیه طراحی ویندوز ویستا افزایش امنیت آن بوده‌است. بخش اعتماد سازی میکرو سافت که به منظور افزایش اعتماد عموم به محصولاتش طراحی شده، اثر مستقیمی روی توسعه ویندوز ویستا داشته‌است. این تلاش منتج به افزودن تعدادی خصوصیت سلامت و امنتیی در ویندوز ویستا شده‌است. کنترل دسترسی کاربر شاید مهم‌ترین این تغییرات باشد. کنترل دسترسی کاربر یک فناوری امنتیتی است که به کاربر امکان استفاده از کامپیوترش را با کمترین پیش فرضهای مربوط می‌دهد. این موضوع در نسخه‌های قبلی ویندوز اغلب مشکل ساز بود چرا که دسترسی‌های محدود کاربر در نسخه‌های قبلی مشخص کرد که این کار بسیار سخت گیرانه بود و با نرم‌افزارهای زیادی سازگار نبود و حتی مانع کاربر از مشاهد بعضی عملیات بسیار اساسی مثل بازدید تقویم از طریق سینی اعلانات می‌شد.
در ویندوز ویستا وقتی قرار است عملی (که به اجازه مدیر کامپیوتر نیاز دارد) انجام شود کاربر ابتدا باید نام مدیر و رمز عبور آن را وارد نماید. در جایی که کاربر مدیر کامپیوتر است باز هم جهت تأیید و اجازه انجام عمل، از وی نام و رمز درخواست می‌گردد. کنترل دسترسی کاربر، هنگام استفاده از حالت امنیتی میز کار، از کاربر درخواست اعتبار می‌نماید که در این حالت تمام صفحه سیاه بوده و به‌طور موقت غیرفعال است و تنها پنجره صدور فرمان دسترسی فعال است. هدف از این کار جلوگیری از برنامه‌های ناجور جهت تلاش برای بدست آوردن نام و رمز عبور مدیر کامپیوتر باشد. مرور گر اینترنت نسخه ۷ نیز دارای خصوصیت امنیتی و سلامت می‌باشد که شامل یک و دارای توانایی ضد دزدی (حک) می‌باشد که با کل سیستم کنترل IPN، فیلتر فیشینگ به صورت پیش‌فرض غیر ActiveX والدین تلفیق شده‌است.
برای افزایش امنیت، کنترل فعال شده و همچنین مرورگر اینترنت می‌تواند به صورت حالت محافظت شده نیز کار کند که دسترسی آن محدودتر از زمان‌های دیگر بوده و خطر تغییر یا دسترسی به فایل‌های موقتی شبکه را کاهش می‌دهد. ویندوز دیفندر، محصولی از مایکروسافت به‌عنوان برنامه ضد (برنامه‌های) جاسوسی، در این ویندوز بکار گرفته شده و کامپیوتر را در مقابل برنامه‌های ناجور حفظ می‌کند. ایجاد تغییر در تنظیمات مختلف سیستم مثل سیستم شروع اتوماتیک بلوکه شده‌اند و فقط با اجازه کاربر تغییر می‌کنند. است که همان فن Bitlocker Drvie Encryption یکی دیگر ازخصوصات مهم در این ویندوز آوری محافظت از داده بوده و در نسخه‌های نهایی و شرکتی ویستا به کار گرفته شده‌است. این برنامه برای تمامی حجم سیستم‌عامل، عمل مخفی سازی فایلها را فراهم می‌کند و با چیپهای خاصی روی مادر بورد کار می‌کند.
```
محدودیتهای دیگری در ویندوز ویستا بکار رفته‌است. به عنوان مثال نظریه "سطوح بی نقصی" در فرایندهای کاربردی، اینست که یک فرایند با سطح پائینتری از دقت با فرایند به فرایند دارای دقت بالاتر dll دارای سطح بالاتری از وقت برخورد می‌کند که نمی‌تواند تزریق بکند. محدودیت امنیت سرویسهای ویندوز پالایش شده تر می‌باشند به گونه ایی که سرویس‌ها (بخصوص آنهایی که از روی شبکه عمل می‌کنند) توانایی دسترسی به سیستم‌عامل غیرضروری برای کارشان ندارند. به عنوان طراحی شبکه، دیوار آتش ویندوز ارتقا یافته و از فیلتر داده‌های ورودی/خروجی پشتیبانی می‌کند که خصوصیات پیشرفته‌ای جهت اجازه دسترسی یا عدم (I/O) دسترسی به خدمات ویژه‌ای را دارد.
```

فناوری‌های تجارتی: درحالیکه بیشتر تمرکز توسعه ویندوز ویستا روی محیط کار جدید کاربر، فناوریهای امنیتی و اصلاحات هسته سیستم‌عامل بوده‌است، مایکروسافت خصوصیات جدیدی را در جهت گسترش و نگهداری آن اضافه نموده است: ویندوز یکی از سنگ بناهای جدید گسترش و سیستم بسته‌بندی WIM فرمت تصویر که محتوی تصویر ویندوز ویستا هستند می WIM مایکروسافت می‌باشد. فایل‌های توانند بدون نیاز به ایجاد تصاویر جدید نگهداری و بسته‌بندی شوند. این تصاویر می‌توانند از طریق فناوریهای سیستم‌های مدیریت سرور و با "پخش دسک تاپ تجارتی" توزیع شوند.
تصاویر قابل تنظیم و تعدیل از نظر برنامه‌ها بوده و سپس با کمی یا دستکاری مدیر کامپیوتر قابل تحویل به مشتریان شرکتی یا کابران خانگی هستند. سرویس‌های توزیع ویندوز جایگزین خدمات نصب از راه دور برای توزیع ویندوز ویستا در مقایسه با نسخه‌های قبلی ویندوز شده‌است. تقریباً ۷۰۰ نوع تنظیمات "مدیریت سیاست گروهی" اضافه شده‌است که تقریباً همه جنبه‌های خصوصیات جدید سیستم‌عامل را پوشش می‌دهد و به‌خوبی قابلیت تنظیم شبکه‌های بی‌سیم، ابزارهای ذخیره‌سازی قابل حمل و کارکرد کاربر را تحت کنترل Registery جهت نمایش تنظیمات بر پایه (Admx) xml دارد. همچنین در ویندوز ویستا یک ارائه شده‌است، که مدیریت شبکه‌هایی که دارای محل‌های جغرافیا و زبان‌های متفاوت هستند را آسانتر می‌کند. تغییر نام یافته و در نسخه‌های "Uni به " زیر سیستم برنامه‌های بر اساس Unix خدمات جهت NFS نهایی و تجاری ویندوز ویستا وجود دارد. همچنتین سیستم فایل شبکه پشتیبانی مشتری اضافه شده‌است. محیط کار چند زبانه برای کاربر، بر خلاف نسخه‌های قبلی ویندوز که به بسته‌های زبان برای پشتیبانی زبان نیاز داشتند، ایجاد شده‌است.
نسخه‌های نهایی و شرکتی ویندوز ویستا دارای توانایی تغییر دینامیک زبان بر اساس ترجیح وارد شدن کاربر به محیط ویندوز خودش می‌باشند. ویندوز ویستا دارای پشتیبای بی‌سیم از اتصال به پروژکتور می‌باشد. تجاری که در برنامه " بیمه نرم‌افزار مایکروسافت " ثبت نام نموده‌اند، در هنگام خرید ویندوز ابزارها وخدمات جانبی بنام " بسته بهینه سازی دسک تاپ" نیز دریافت می‌کنند. این بسته شامل پلات فرم کاربرد تجاری ساخت گرید ماکروسافت، یک سرویس تهیه لیست دارایی‌ها، و ابزارهای اضافی برای حفظ تنظیمات سیاست گروهی و برنامه "سیستم کنترل بازنگری" می‌باشد.
فناوری‌های توسعه و برنامه‌نویسی: ویندوز ویستا شامل تعداد زیادی از محیط‌های کاربردی برای برنامه‌نویسی می‌باشد که شامل یک (Netframework) بهترین آن شامل نسخه ۳ نت فریم ورک و زبان مشترک می‌باشد. همچنین در این نسخه، ۴ برنامه Runtime، کتابخانه کلاس جدید گنجانده شده‌است: - بنیان ارائه ویندوز: یک زیر سیستم محیط کاریر و چارچوبی بر اساس عامل استفاده Direct3D گرافیکی است که از سخت‌افزار گرافیک ۳ بعدی و فناوری ،UI می‌نماید. این برنامه زیربنایی برای تولید برنامه کاربردی و ترکیب آن با برنامه اسناد و فایلهای صوت و تصویری می‌باشد. این در حقیقت نسل جدید برنامه "فرمهای ویندوز" می‌باشد.
- بنیان ارتباطات ویندوز: یک زیر سیستم با جهت گیری سرویس پیام رسانی می‌باشد که برنامه و سیستم‌ها را قادر می‌سازد به صورت محلی یا از راه دور با استفاده از برنامه "خدمات شبکه" اجرا شوند.
- بنیان جریان کار ویندوز: این تأمین‌کننده وظایف اتوماسیون و نقل و انتقال تلفیقی با استفاده از "ورک فلو" می‌باشد. در حقیقت یک مدل برنامه‌نویسی، موتور و ابزارهای لازم برای ایجاد برنامه‌های کاربردی "ورک فلو" در ویندوز می‌باشد.
- فضای کارت ویندوز: از اجزایی است که مشخصات دیجیتالی یک فرد را به صورت امن ذخیره می‌کند و یک محیط کار یکنواخت برای انتخاب هویت جهت انجام یک نقل و انتقال ویژه مثل ورود به یک صفحه خاص شبکه را برای کاربر فراهم می‌کند؛ و سرور ۲۰۰۳ جهت تسهیل در معرفی به و استفاده توسط XP این فناوریها در ویندوز توسعه دهندگان و کاربران نهایی نیز وجود دارند. در هسته مرکزی سیستم‌عامل انجام شده‌است که APIs بعلاوه پیشترفت جدید و مهم به‌طور عمده شامل محیطهای سیستم صوتی با طراحی جدید، شبکه، چاپ، و همچنین تغییرات عمده در زیرساختهای امنیتی، اصلاحاتی در پیاده کردن و نصب برنامه‌ها (برنامه "یکبار کلیک" و برنامه نصاب نسخه ۴) مدل پیشترفته راه اندازهای جدید وسایل متصل به برای API اصلاحاتی در ،NTFS کامپیوتر ("بنیان راه انداز ویندوز")، سیستم فایل کامپیوترهای موبایل (مدیریت منبع انرژی، پشتیبانی جوهر در نوت بوکهای تخت، اسلایدشو)، برنامه بروزرسانی لازم (یا جایگزینی کامل یک برنامه) و بسیاری از زیر می‌باشد. CAPI و Winlogon سیستم‌های هسته مرکزی مثل در ویندوز ویستا API البته بعضی مشکلات برای مهندسین نرم‌افزار که از گرافیک ویندوز DirectX استفاده می‌کنند وجود دارد. بازی‌ها یا برنامه‌هایی که فقط در نسخه ۱۰ ویستا نوشته می‌شوند در ویندوزهای دارای نسخه پایینتر این برنامه قابل استفاده نیستند با نسخه‌های پایینتر به هیچ وجه سازگاری ندارد. طبق مطالب یک وبلاگ DirectX زیرا ۱۰ در ویندوز ویستا وجود دارد: OpenGL وابسته به میکروسافت ۳ راه برای اجرای برنامه به OpenGL برنامه می‌تواند به صورت پیش‌فرض اجرا شود که باعث ترجمه و فراخوانی شده و در نسخه ۱٫۴ آن ساکن می‌شود. راه دیگر اجرای برنامه با استفاده از DirectX API این راه انداز به دو صورت لگاسی و .(ICD) راه اندازی است که کاربر باید آن را تقاضا کند سازگار با ویندوز عرضه می‌شود.
خصوصیات نامطلوب ویندوز ویستا: در ویندوز ویستا حذف یا با اجزای دیگری ،XP بعضی خصوصیات مهم و اجزای ویندوز جایگزین شده‌اند. اینها شامل مسنجر ویندوز، سرویس مسنجر شبکه، هایپرترمینال، دسک تاپ فعال و جایگزینی نت میتینگ با میتینگ ویندوزاسپیس می‌باشند.MSN مرورگر یا بیشتر رنگهای کلاسیک که به عنوان XP همچنین ویندوز ویستا فاقد «لونای» ویندوز بخشی از تمام نسخه‌های ویندوز از ابتدا بوده‌است، می‌باشد. بعلاوه «هاردور پروفایل» در قسمت شروع (استارتاپ) حذف شده و پشتیبانی از مادربوردهای بر اساس چیپهای IP و همچنین پشتیبانی درگاه بازی نیز در آن وجود ندارند. بعلاوه apm و eisa قدیمی مثل حذف شده‌است. (IEEE روی 1394 TCP/IP) روی ۱۳۹۴ به عنوان نمایش دهنده فایلهای کمکی به صورت ۳۲ بیتی winhlp.exe در ویندوز ویستا وجود ندارد اما به صورت جداگانه قابل پیاده کردن است. مایکروسافت اخیراً مانع معرفی فایلهای کمک توسط تولیدکنندگان نرم‌افزار به همراه محصولاتشان می‌شود. به صورت پیش‌فرض نصب نمی‌شود اما بداخواه کاربر نصب می‌شود. Telnent.exe برنامه نسخه‌ها و قیمت‌ها: ویندوز ویستا در ۶ نسخه عرضه می‌شود و به‌طور کلی به دو گروه در بازار تعلق دارد که شامل کاربران عادی و تجار می‌باشند. اما هر نسخه در هر جهت برای برآورده کردن نیازهای ویژه‌ای می‌باشد. برای کاربران عادی ۴ نسخه وجود دارد که سه نسخه از آن‌ها متعلق به کشورهای غربی است.
```
نسخه استارتر هنوز در بازار محدود بوده و نسخه هوم بیسیک برای کاربران اقتصادی که نیازهای محدودی نیز دارند طراحی شده‌است. نسخه هوم پرمیر دارای مشتریان عمده در بازار می‌باشد نسخه نهایی دارای کامل‌ترین خصوصیات بوده و جهت افراد حرفه‌ای می‌باشد. برای بازرگانان دو نسخه وجود دارد نسخه تجاری برای شرکت‌های کوچک و بزرگ بوده درحالیکه نسخه اینترپرایز فقط برای مشتریانی می‌باشد که در برنامه بیمه نرم‌افزاری مایکروسافت عضو می‌باشند. نیز موجود می‌باشد این نسخه‌ها به دلیل n و بیزینس n در اتحادیه اروپا نسخه هوم بیسیک تحریم اروپا علیه مایکروسافت در اروپا و کره جنوبی بدون ویندوز مدیاپلیر عرضه می‌شوند.
```

سبک‌های ویژوال: ویندوز ویستا دارای ۴ سبک ویزوال می‌باشد:
```
۱- ویندوز آیرو: سبک ویزوال اولیه ویندوز ویستا بر روی یک موتور ترکیبی دسک تاپ استوار می‌گردد ک مدیریت دسک تاپ ویندوز نامیده می‌شود ویندوز آیرو از گرافیک سه بعدی، جلوه‌های شفافیت شیشه ای، نشانه‌های زنده، انیمیشن ویندوز و سایر جلوه‌های ویژوال پشتیبانی می‌کند و برای کارهای گرافیک قوی بوده و پخش‌کننده فیلم می‌باشد؛ بنابراین حداقل حافظه گرافیکی مورد نیاز در ویندوز ویستا ۱۲۸ است. MB
```

۲- ویندوز ویستای استاندارد: این حالت نوعی از ویندوز آیرو است که فاقد جلوه‌های شفافیت شیشه‌ای، ویندوز انیشمین و دیگر خصوصیات پیشرفته گرافیکی مانند حالت سه بعدی می‌باشند این حالت ویژوال مثل ویندوز ایرو از مدیریت دسک تاپ ویندوز استفاده کرده و دارای نیاز مشابه از لحاظ کارت گرافیت می‌باشد.
```
۳- ویندوز ویستای بیسیک: این حالت ویژوال دارای خصوصیات شبیه به سبک ویندوز با اضافاتی مثل انیمیسشن‌های پنهان (از قبیل آنهایی که روی نوارهای XP پیشرفت کار یافت می‌شوند) می‌باشد. در این حالت از مدیریت دسک تاپ ویندوز استفاده نمی‌شود و بنابراین دارای خصوصیات خاصی مثل شفافیت شیشه‌ای، انیمیشن ویندوز و حالت سه بعدی و دیگر قابلیتهای مربوط به مدیریت دسک تاپ می‌باشد و به راه انداز XP ویندوز نمی‌باشد. نیازهای کارت گرافیکی آن شبیه ویندوز نیاز ندارد. WDDM ۴- ویندوز کلاسیک: این حالت به عنوان تلفیقی از اضافه کردن برنامه‌ها یا ارتقا آن‌ها می‌باشد. ویندوز کلاسیک دارای ظاهری مثل ویندوز ۲۰۰۰ ویا ویندوز سرور نیازی WDDM ۲۰۰۰ می‌باشد. از مدیریت دسک تاپ استفاده نمی‌کند و به راه انداز ندارد. همانند نسخه‌های قدیمی ویندوز، این سبک ویژوال از «الگوهای رنگ» پشتیبانی می‌کند که مجموعه‌ای از تنظیمات رنگ مختلف می‌باشد. ویندوز ویستا دارای ۶ الگوی رنگ می‌باشد که متشکل از ۴ الگوی رنگ کنتراس است و الگوهای رنگ پیش‌فرض آن همانند ویندوز ۹۸ و ۲۰۰۰ می‌باشد.
```

نیازها سخت‌افزاری: کامپیوترهایی که بتوانند ویندوز ویستا را استفاده نمایند به عنوان کامپیوترهای قادر به ویستا یا «ویستا پرمیم ردی» طبقه‌بندی می‌شوند کامپیوتری که بتواند ویندوز ویستا را کاراندازی کند تمامی نسخه‌های ویستا روی آن کار خواهند کرد گرچه ممکن است بعضی برنامه‌ها نیاز به سخت‌افزار ویژه‌ای داشته باشند. محیط‌های کار ویندوز ویستای بیسیک و کلاسیک تقریباً با تمامی سخت‌افزارهای و ۲۰۰۰ کار خواهند کرد؛ بنابراین بیشتر بحث‌ها حول XP گرافیک پشتیبان ویندوز نیازهای گرافیک مربوط به محیط کار ویندوز آیرو می‌باشد. برای نسخه بتای ۲ ویستا، GM یا بالاتر، اینتل 950 Radon9500 ATI، یا بالاتر nVidiaGforce کارت‌های گرافیک ۶ پشتیبانی می‌شوند. مایکروسافت S و گرافیکهای 3 Via تلفیقی و بیشتر کارت‌های گرافیک و ویستا XP ابزاری به عنوان «مشاوره ارتقا ویندوز ویستا» برای کمک به کاربران ویندوز جهت استفاده از نسخه‌های سازگار با دستگاهشان ارائه کرده‌است.